# Vuelo 723 de Delta Air Lines
El vuelo 723 de Delta Air Lines era un vuelo operado por un McDonnell Douglas DC-9, un avión bimotor a reacción, que cubría un servicio regular de transporte de pasajeros dentro de los Estados Unidos, tenía una ruta programada desde Burlington, Vermont, hasta el Aeropuerto Internacional Logan en Boston, Massachusetts, con una escala intermedia en Manchester, New Hampshire.
El 31 de julio de 1973, a las 11:08 a.m., mientras realizaba una aproximación por instrumentos (ILS) al aeropuerto Logan en condiciones de niebla y nubosidad baja, la aeronave descendió por debajo de la senda de planeo, impactó contra un muro de contención y se estrelló. Los 89 ocupantes a bordo murieron, incluyendo a un sobreviviente inicial que falleció más de cuatro meses después del accidente.

## Aeronave y tripulación
El Douglas DC-9-31, con matrícula N975NE y número de serie 47075, fue fabricado en septiembre de 1967 y tenía 14.639 horas de vuelo al momento del accidente. El reactor era uno de los aviones que Delta Air Lines adquirió en su fusión de 1972 con Northeast Airlines, aerolínea a la que originalmente se había entregado la aeronave. La tripulación de vuelo estaba compuesta por el capitán John Streil (49 años) y el primer oficial Sidney Burrill (31 años). El capitán Streil, un piloto con gran experiencia, había acumulado aproximadamente 14.800 horas de vuelo a lo largo de su carrera. Tenía 17 años de experiencia como piloto al mando y volaba aviones DC-9 desde 1970, con 1.457 horas registradas en ese modelo. El primer oficial Burrill también era un aviador experimentado, con casi 7.000 horas de vuelo, incluyendo más de 200 en el DC-9. Ocupando el asiento de observador en la cabina se encontraba un tercer piloto, Joseph Burrell (52 años), quien estaba en entrenamiento y aún no estaba calificado para volar el DC-9.

## Secuencia del accidente

### Aproximación final del vuelo 723 de Delta según el informe de la NTSB

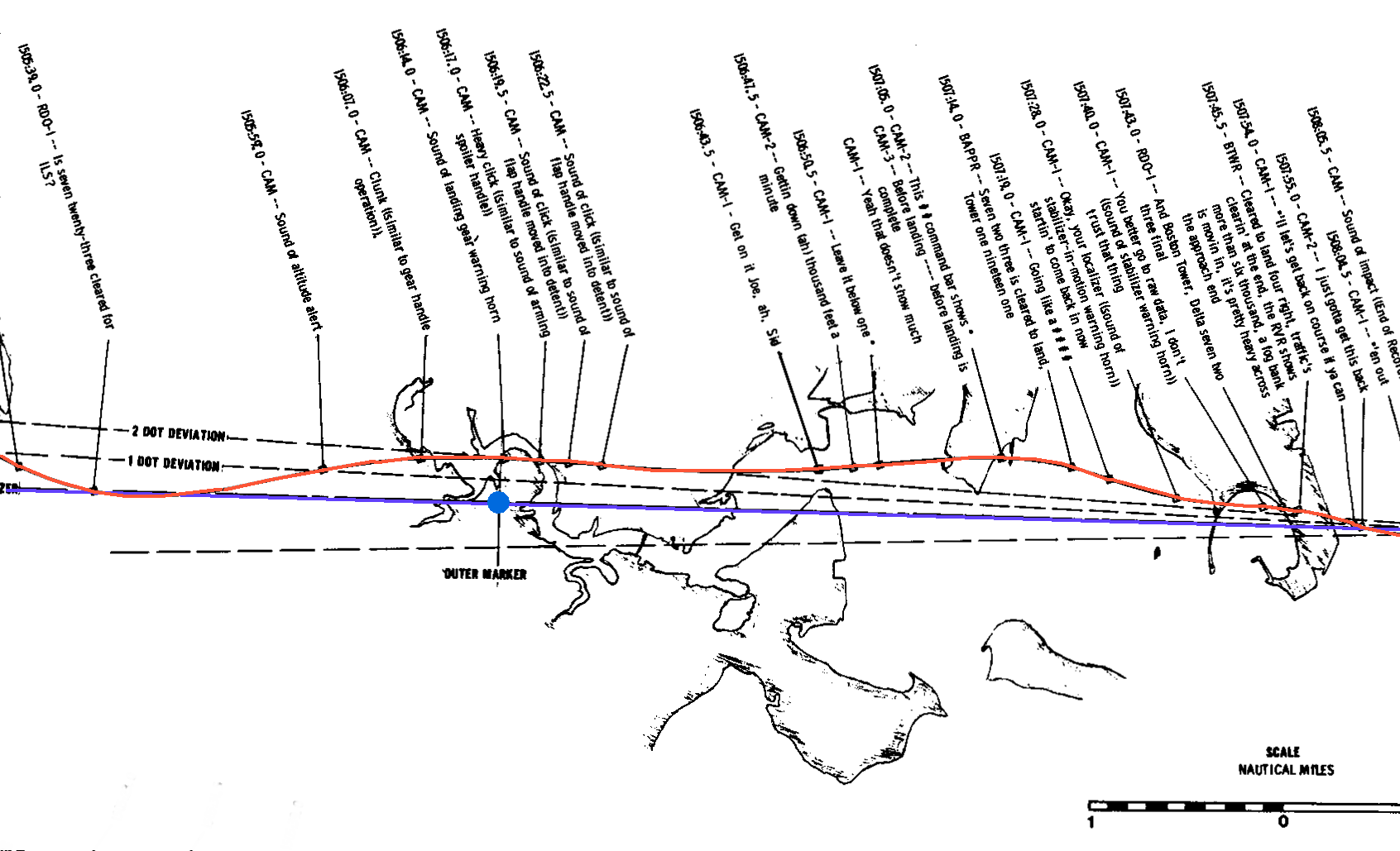
Vista en planta: la ruta real recorrida (roja) se muestra en relación con la ruta nominal del localizador (azul); el marcador exterior se muestra como un punto azul; la dirección del vuelo es de izquierda a derecha.

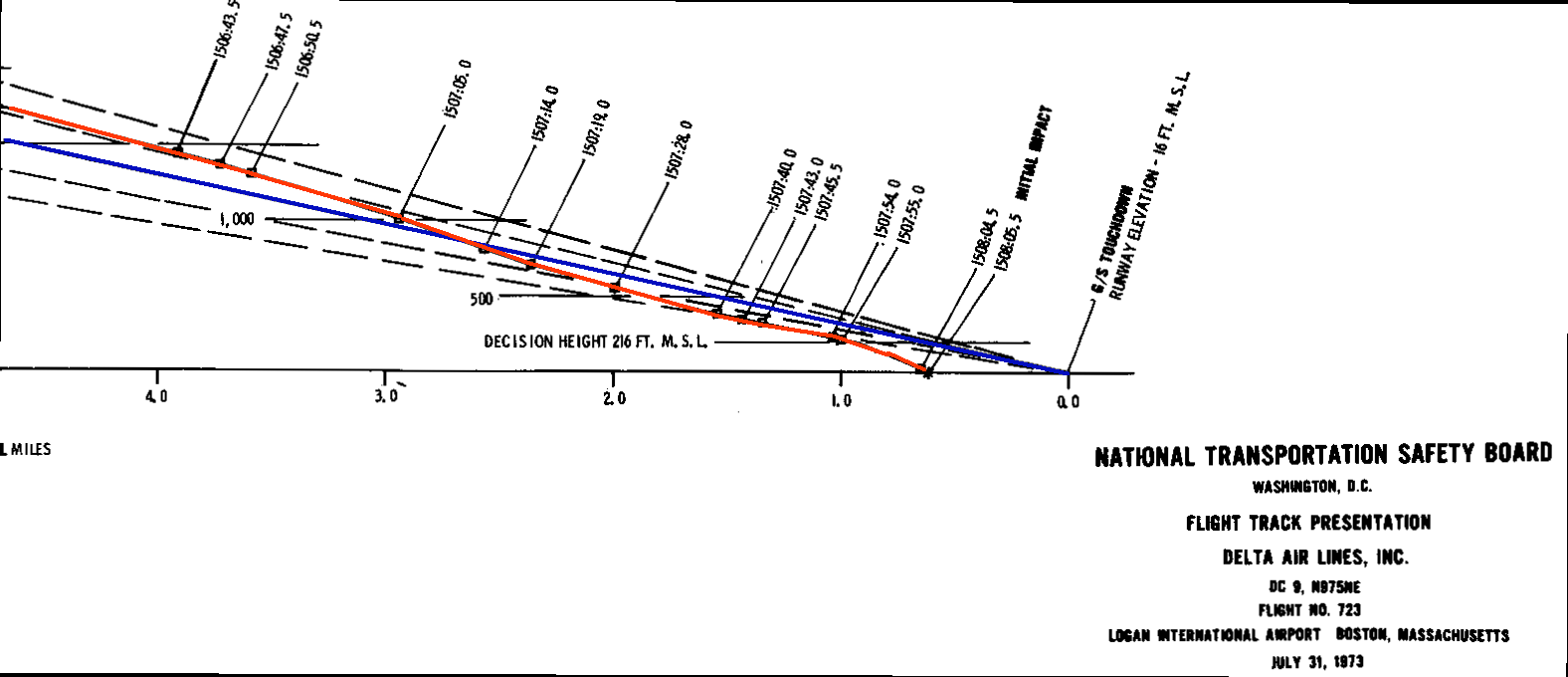
Perfil de descenso: muestra la trayectoria de planeo real volada (rojo) en comparación con la senda de planeo nominal (azul), hasta el punto de choque.

La aeronave, volando a 3000 pies (914,4 m), fue vectorizada por el control de aproximación de Boston para interceptar el curso de aproximación final de la pista 4R del ILS con un ángulo de 45 grados,aproximadamente a 2 millas náuticas (4 km; 2 mi) fuera del marcador exterior.Como se reveló más tarde, el controlador estaba ocupado gestionando un posible conflicto de colisión entre otras dos aeronaves, y por ello olvidó autorizar al vuelo 723 para la aproximación. La tripulación tuvo que solicitar la autorización de aproximación, la cual fue concedida de inmediato, pero para ese momento —más de un minuto después de haberse emitido el vector de intercepción— ya estaban altos, rápidos y casi sobre el marcador exterior. Posteriormente, la tripulación no logró estabilizar la velocidad de descenso ni la velocidad aérea, descendieron por debajo de la senda de planeo y se desviaron a la izquierda del localizador, impactando contra un muro de contención aproximadamente a 165 pies (50,3 m) a la derecha del eje extendido de la pista, y a unos 3000 pies (914,4 m) antes del umbral desplazado de la misma. La aeronave fue destruida y 87 de sus 89 ocupantes ya habían fallecido cuando llegaron los rescatistas. Uno de los dos sobrevivientes iniciales murió tras dos horas, y el otro fue Leopold Chouinard, un sargento de 20 años de la Fuerza Aérea de EE. UU., quien murió por quemaduras el 11 de diciembre de 1973.Chouinard no figura como una víctima oficial del vuelo 723 de Delta según la Junta Nacional de Seguridad del Transporte (NTSB), debido a los requisitos del Código de Regulaciones Federales que, en 1973, definía una fatalidad por accidente como aquella que ocurría dentro de los siete días posteriores al hecho. Esta norma fue modificada en 2018, extendiendo el plazo a 30 días después del accidente.Incluso bajo la norma revisada, Chouinard no sería incluido, ya que falleció más de cuatro meses después del accidente.
Las condiciones meteorológicas al momento del accidente incluían neblina y visibilidad parcial, con un techo de nubes de 400 pies (121,9 m), visibilidad de 1/2 de milla (0,8 km), y vientos ligeros. El alcance visual en pista (RVR) estaba entre 1400 a 6000 pies (430 a 1830 m).

## Investigación
La NTSB investigó el accidente y logró recuperar tanto la grabadora de voz en cabina (CVR) como la grabadora de datos de vuelo (FDR). Los investigadores concluyeron que, basándose en los datos de vuelo recuperados y en simulaciones, la tripulación probablemente operó de forma incorrecta el director de vuelo, activándolo inadvertidamente en modo de "motor y al aire" durante la aproximación final, en lugar del modo de aproximación correspondiente. Esto causó confusión, aumentó la presión sobre la tripulación y contribuyó a que la aproximación no estuviera estabilizada, además de provocar una desviación de la senda de planeo.Según la CVR, la tripulación no hizo anuncios de altitud durante la aproximación final, a pesar de que la aeronave descendió por debajo de la senda de planeo y de la altura de decisión, hasta que impactó contra el muro de contención y se estrelló.
La Junta determinó la siguiente causa probable del accidente:

...el hecho de que la tripulación no supervisó la altitud ni reconoció el paso de la aeronave por la altura de decisión durante una aproximación de precisión no estabilizada, realizada en condiciones meteorológicas que cambiaban rápidamente. La naturaleza no estabilizada de la aproximación se debió inicialmente a que la aeronave pasó el marcador exterior por encima de la senda de planeo y con una velocidad excesiva, lo que luego se agravó por la preocupación de la tripulación respecto a la información dudosa proporcionada por el sistema de director de vuelo. La mala posición de la aeronave para la aproximación fue en parte resultado de servicios de control de tránsito aéreo no estándar.